# Kaingang

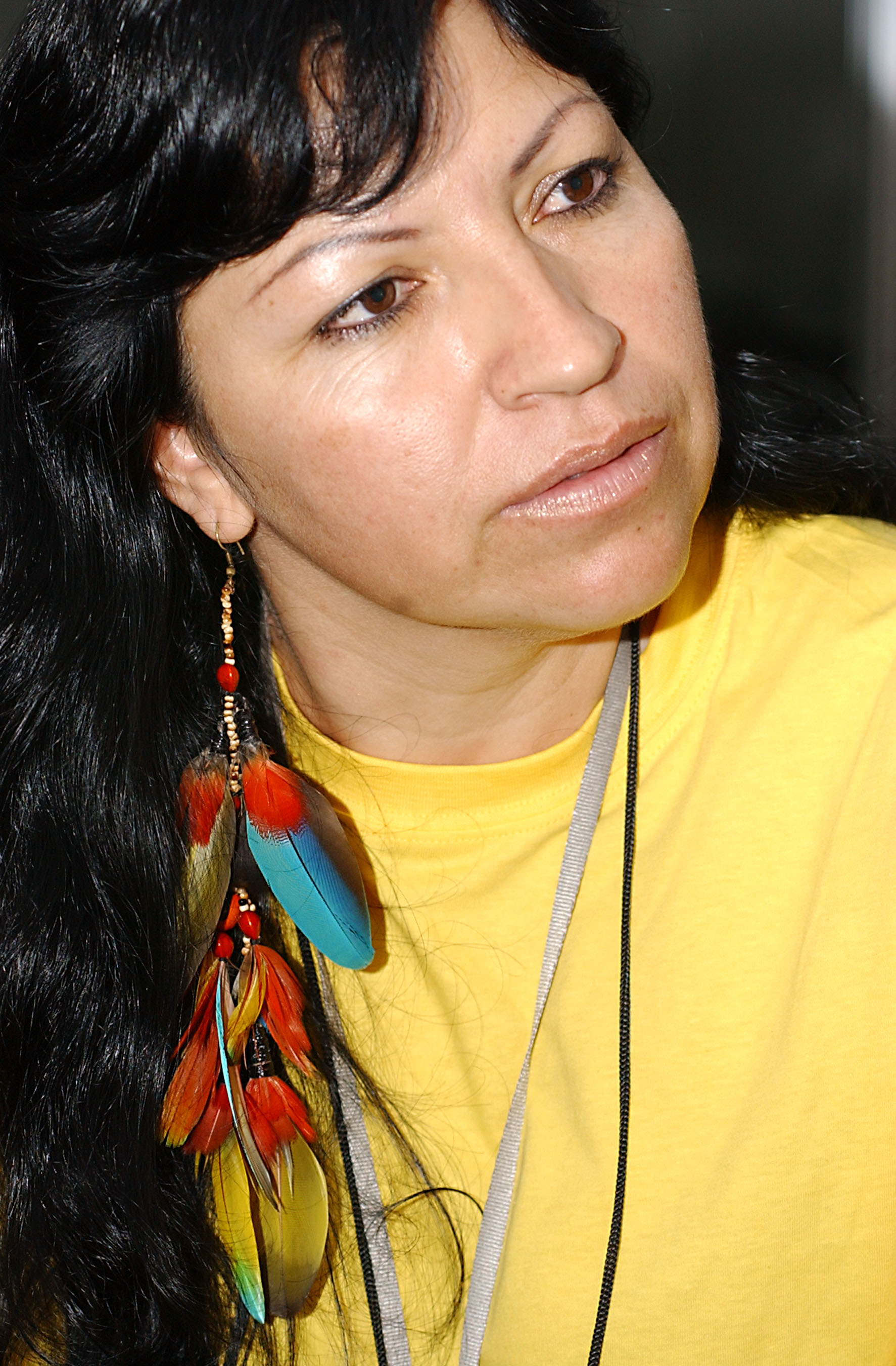
Azelene Kaingang, une porte-parole de la communauté.

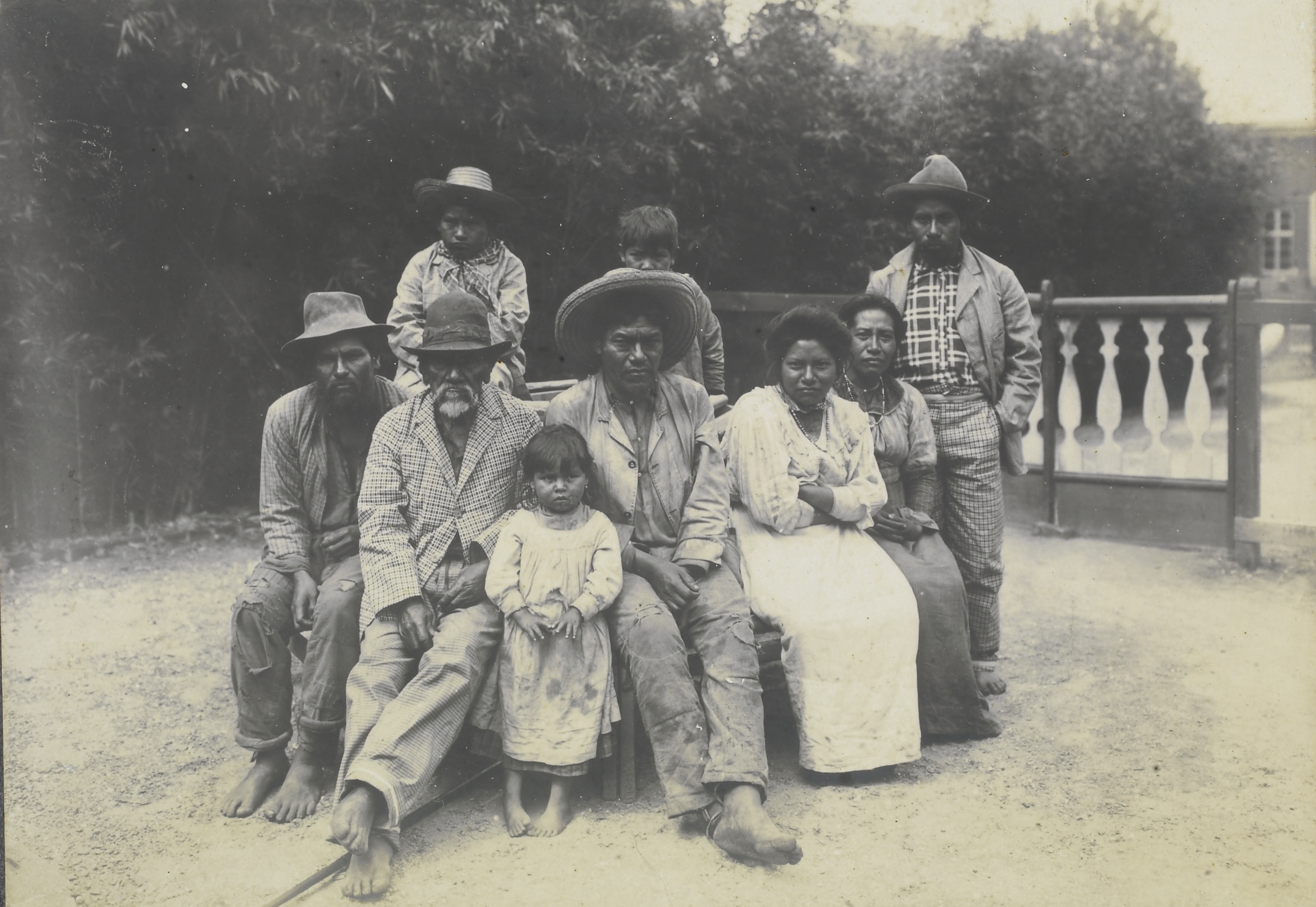
Indiens Caingangue (1910).

Les Kaingang (ou Caingangues, ou encore Kanhgág) sont un peuple indigène du sud du Brésil.  
Leur langue appartient à la famille linguistique jê-kaingang, du tronc macro-jê. Leur culture s'est développée à l'ombre des araucarias, dans les régions sud et sud-est du Brésil. 
Leur aire d'expansion comprenait la zone entre les rivières Tietê (État de São Paulo) et Ijuí (nord du Rio Grande do Sul). Vers l'ouest, leur domaine s'étendait jusqu'à San Pedro, dans la province argentine de Misiones.
Premier contact de Claude Lévi-Strauss avec les Amérindiens, les Kaingang lui offrent l’image de la « situation sociologique qui tend à devenir exclusive pour l’observateur de la seconde moitié du XXe siècle ». Confrontés brutalement à la modernité et inexorablement délaissés, les Kaingang tendent à raviver alors un passé resté secrètement présent.
La société Kaingang a été étudiée par l'ethnologue Jules Henry.
Jules Henry est abondamment cité par René Girard dans son livre La Violence et le Sacré pour sa description de l'auto-destruction de la société Kaingang en une guerre civile qui en fait un parfait exemple de son concept de « crise sacrificielle ».